# Friedrich Mevert
Friedrich "Fritz" Mevert (* 21. April 1936 in Bückeburg) ist ein deutscher Sportfunktionär und Sporthistoriker. 

## Leben
Nach dem Abitur am Gymnasium Adolfinum Bückeburg studierte er an der Universität Köln und der Georg-August-Universität Göttingen Anglistik und Sport (u. a. bei Wilhelm Henze). Schon während seiner Schulzeit wurde er mit 16 Jahren zum Jugendwart des VfL Bückeburg gewählt, danach war er Übungsleiter und Sportwart. Die nächste Station war der Vorsitz im Fachverband Tischtennis des Kreissportbundes Schaumburg-Lippe. Er war vor allem im Tischtennis aktiv, aber auch in Basketball und der Leichtathletik.

## Tätigkeit als Sportfunktionär
Nach dem Studium entschied er sich für die Tätigkeit des Sportfunktionärs und nicht für die Laufbahn im Lehramt. Von 1963 bis 1978 war er der Geschäftsführer der Deutschen Sportjugend im Deutschen Sportbund und setzte sich vor allem für den Jugendaustausch (Japan, Frankreich, Israel) ein. Auch das Olympische Jugendlager 1972 stand unter seiner Leitung. Er gründete und koordinierte 1974 die Europäische Sport-Jugend-Konferenz und wurde Stellvertretender Geschäftsführer des DSBs. 1978 kehrte er als Hauptgeschäftsführer des Landessportbund Niedersachsen zurück, was er bis 1997 blieb. Er ist Mitbegründer der sozialen Initiative des Sports, engagierte sich für den Sport für Strafgefangene und durch seine Initiative wurden arbeitslose Sportlehrer in den Vereinen Niedersachsens eingesetzt. Er koordinierte die Konferenz der Landessportbünde. Die letzten drei Jahre seiner beruflichen Laufbahn war er im Niedersächsischen Innenministerium der Koordinator der Landesregierung für den Sportbeitrag bei der Expo 2000.
Schon während der Schulzeit schrieb er als Freier Mitarbeiter für Tageszeitungen, später folgten längere Beiträge und eine Vielzahl von vor allem sportpolitischen und sporthistorischen Büchern. Er gilt als das „wandelnde Gedächtnis des deutschen Sports“ und ist Gründungsmitglied des Deutschen Sport & Olympia Museums und des Niedersächsischen Instituts für Sportgeschichte. Hier war er jahrzehntelang Mitglied des Vorstandes (2001 Ehrenmitglied). Derzeit (2014) wirkt Mevert in der Arbeitsgruppe des Deutschen Olympischen Sportbundes „Gedächtnis des Sports“ mit.

## Ehrungen
- 1980 Ehrendiskus der Deutschen Sportjugend
- 1998 Bundesverdienstkreuz am Bande
- 2001 Dr. Bernhard Zimmermann Medaille des NISH
- 2002 Ludwig-Wolker-Plakette des DOSB
- 2012 Aufnahme in die Ehrengalerie des Niedersächsischen Sports

## Werke
- Literatur von und über Friedrich Mevert im Katalog der Deutschen Nationalbibliothek
- World Cat http://www.worldcat.org/search?qt=worldcat_org_all&q=Friedrich+Mevert